# Cimolodonta
Los cimolodontos o cimolodontes (Cimolodonta) son un suborden extinguido de mamíferos que aparecieron durante el Cretácico y se extinguieron durante el Eoceno. Fueron algunos de los miembros más importantes del orden Multituberculata (extinto). Probablemente tuvieron un modo de vida similar al de un roedor, hasta que su nicho ecológico fue ocupado por los roedores verdaderos. El multituberculata más basal se encuentra en otro suborden, Plagiaulacida.
Cimolodonta es aparentemente un suborden natural (monofilético). Se han identificado restos en el Hemisferio Norte. El taxón es reconocido como el grupo informal Paracimexomys y las superfamilias Djadochtatherioidea, Taeniolabidoidea, y Ptilodontoidea. Por otra parte, se piensa que podría tener afinidades inciertas, con las familias Cimolomyidae, Boffiidae, Eucosmodontidae, Kogaionidae, Microcosmodontidae y los géneros Uzbekbaatar y Viridomys. Para una mejor y precisa ubicación de este tipo se debe esperar hasta contar con más descubrimientos y análisis. 

## Taxonomía
Suborden †Cimolodonta McKenna, 1975
- Superfamilia Incertae sedis
  - Familia Incertae sedis
    - Subfamilia Incertae sedis
      - Género? Ameribaatar Eaton & Cifelli, 2001
      - Género? Bryceomys Eaton, 1995
      - Género Cedaromys Eaton & Cifelli, 2001
      - Género? Dakotamys Eaton, 1995
      - Género? Fractimus Higgins, 2003
      - Género Halodon Marsh, 1889
      - Género Ptilodus (Marsh, 1889) Gidley, 1909
      - Género? Uzbekbaatar Kielan-Jaworowska & Nesov, 1992
      - Género? Barbatodon Rãdulescu & Samson, 1986
- "grupo de Paracimexomys" Archibald, 1982
  -     -       - Género Paracimexomys Archibald, 1982
      - Género? Cimexomys Fox, 1971
      - Género Cimexomys Sloan & Van Valen, 1965 sensu stricto?

  - Familia Boffidae Hahn & Hahn, 1983
    -       - Género Boffius Vianey-Liaud, 1979

  - Familia Cimolomyidae Marsh, 1889 sensu Kielan-Jaworowska & Hurum, 2001
    -       - Género Essonodon Simpson, 1927
      - Género Buginbaatar Kielan-Jaworowska & Sochava, 1969
      - Género Meniscoessus Cope, 1882 (syn. Dipriodon Marsh, 1889, Tripriodon Marsh, 1889, Selenacodon Marsh, 1889, Halodon Marsh, 1889, Oracodon Marsh, 1889)
      - Género Cimolomys Marsh, 1889 (syn. ?Allacodon Marsh, 1889; Meniscoessus; Ptilodus; Selenacodon Marsh, 1889)
- Superfamilia Ptilodontoidea Cope, 1887 sensu McKenna & Bell, 1997 & Kielan-Jaworowska & Hurum, 2001
  - Familia Cimolodontidae Marsh, 1889 sensu Kielan-Jaworowska & Hurum, 2001
    -       - Género Liotomus Lemoine, 1882
      - Género Essonodon Simpson, 1927
      - Género Anconodon Jepsen, 1940
      - Género Cimolodon Marsh, 1889 [syn. Nanomys Marsh, 1889, Nonomyops Marsh, 1892]
      - Género Neoliotomus Jepsen, 1930

  - Familia Ptilodontidae Cope, 1887 sensu McKenna & Bell, 1997
    - Subfamilia Neoplagiaulacidae Ameghino, 1890 (syn. Neoplagiaulacinae Ameghino, 1890 sensu McKenna & Bell, 1997)
      - Género Mesodma Marsh, 1889
      - Género Ectypodus Matthew & Cranger, 1921 (syn. Charlesmooria Kühne, 1969)
      - Género Mimetodon Jepsen, 1940
      - Género Neoplagiaulax Lemoine, 1882
      - Género Parectypodus Jepsen, 1930
      - Género Carnaysia Vianey-Liaud, 1986
      - Género Krauseia Vianey-Liaud, 1986
      - Género Xironomys Rigby, 1980
      - Género Xancolomys Rigby, 1980
      - Género Mesodmops Tong & Wang, 1994

    - Subfamilia Ptilodontidae Cope, 1887 (syn. Ptilodontinae Cope, 1887 sensu McKenna & Bell, 1997)
      - Género Kimbetohia Simpson, 1936
      - Género Ptilodus Cope, 1881 (Chirox Cope, 1884)
      - Género Baiotomeus Krause, 1987
      - Género Prochetodon Jepsen, 1940
      - Género Kogaionidae Rãdulescu & Samson, 1996
      - Género Hainina Vianey-Liaud, 1979

    - Subfamilia Eucosmodontidae Jepsen, 1940 sensu Kielan-Jaworowska & Hurum, 2001 (syn. Eucosmodontinae Jepsen, 1940 sensu McKenna & Bell, 1997)
      - Género Clemensodon Krause, 1992
      - Género Eucosmodon Matthew & Granger, 1921
      - Género Stygimys Sloan & Van Valen, 1965

    - Subfamilia Microcosmodontidae Holtzman & Wolberg, 1977 (syn. Microcosmodontinae Holtzman & Wolberg, 1977 McKenna & Bell, 1997)
      - Género? Alopocosmodon[1]
      - Género Pentacosmodon Jepsen, 1940
      - Género Acheronodon Archibald, 1982
      - Género Microcosmodon Jepsen, 1930
- Superfamilia Djadochtatheroidea Kielan-Jaworowska & Hurum, 1997 sensu Kielan-Jaworowska & Hurum, 2001 (syn Djadochtatheria Kielan-Jaworowska & Hurum, 1997)
  -     -       - Género? Bulganbaatar Kielan-Jaworowska, 1974
      - Género? Chulsanbaatar Kielan-Jaworowska, 1974
      - Género Nemegtbaatar Kielan-Jaworowska, 1974

  - Familia Sloanbaataridae Kielan-Jaworowska, 1974
    -       - Género Kamptobaatar Kielan-Jaworowska, 1970
      - Género Nessovbaatar Kielan-Jaworowska & Hurum, 1997
      - Género Sloanbaatar Kielan-Jaworowska, 1974

  - Familia Djadochtatheriidae Kielan-Jaworowska & Hurum, 1997
    - Género Djadochtatherium Simpson, 1925
    - Género Catopsbaatar Kielan-Jaworowska, 1974
    - Género Tombaatar Kielan-Jaworowska, 1974
    - Género Kryptobaatar Kielan-Jaworowska, 1970 (syn. Gobibaatar Kielan-Jaworowska, 1970, Tugrigbaatar Kielan-Jaworowska & Dashzeveg, 1978)
- Superfamilia Taeniolabidoidea Granger & Simpson, 1929 sensu Kielan-Jaworowska & Hurum, 2001
  - Familia Taeniolabididae Granger & Simpson, 1929
    - Género Catopsalis Cope, 1882
    - Género Prionessus Matthew & Granger, 1925
    - Género Lambdopsalis Chow & Qi, 1978
    - Género Sphenopsalis Matthew, Granger & Simpson, 1928
    - Género Taeniolabis Cope, 1882